# San Pelayo de Guareña
San Pelayo de Guareña település Spanyolországban, Salamanca tartományban. San Pelayo de Guareña Almenara de Tormes, Juzbado, Añover de Tormes, Palacios del Arzobispo, Zamayón és El Arco községekkel határos. Lakosainak száma 92 fő (2024).

## Népesség
A település népessége az elmúlt években az alábbi módon változott:
| Lakosok száma | 103  | 130  | 115  | 108  | 94   | 88   | 96   | 89   | 98   | 92   |
|               | 2001 | 2004 | 2007 | 2009 | 2012 | 2014 | 2017 | 2019 | 2022 | 2024 |